# John Mathias Schönbeck
John Mathias Schönbeck, född 25 april 1816 i Riseberga socken, död 2 oktober 1873 i Chicago, var en svenskamerikansk ämbetsman.
John Mathias Schönbeck var son till prosten och kyrkoherden Christian Schönbeck och bror till Henrik Schönbeck. Han ägnade sig först åt brukshantering men emigrerade 1847 till Förenta staterna, där han bosatte sig i Chicago och resten av sitt liv var tjänsteman vid ett fastighetsmäklarkontor. Schönbeck tillhörde den lilla grupp skandinaver, som 1849 slöt sig samma och bildade S:t Ansgarii församling i Chicago. Där blev han den ledande kraften och var 1855–1873 kyrkorådets sekreterare. Men stor energi och initiativrikedom värnade och främjade han de skandinaviska emigranternas intressen. Under den stora branden i Chicago 1871 utförde Schönbeck ett uppoffrande räddningsarbete. Han tillhörde 1857 grundarna av Svea Sällskapet i Chicago och var mot slutet av sitt liv dess ordförande.